# Деліч (район)
Деліч (нім. Landkreis Delitzsch) — колишній район Німеччини.
Центр району — місто Деліч. Район входив у землю Вільна держава Саксонія. Підпорядкований адміністративному округу Лейпциг.
Населення — 121,4 тис. осіб (2007). Площа - 851,93 км². Густота населення — 142 осіб/км².
Офіційний код району - 14 3 74.

## Адміністративний поділ
Район поділявся на 16 громад.

## Міста та громади
Міста
1. Айленбург (17 319)
2. Бад-Дюбен (8 675)
3. Ділич (27 373)
4. Тауха (14 514)
5. Шкойдіц (18 239)

Громади
1. Відемар (2 248)
2. Добершюц (4 425)
3. Йезевіц (3 133)
4. Кростіц (3 951)
5. Лаусіг (4 413)
6. Лебніц (2 263)
7. Нойкіна (2 504)
8. Раквіце (5 290)
9. Цвохау (1 115)
10. Чеплін (3 220)
11. Шенвелькау (2 673)

Об'єднання громад
Управління Кростіц
 (30 червня 2007) 